# Malte Amundsen
Malte Meineche Amundsen (* 11. Februar 1998 in Næstved) ist ein dänischer Fußballspieler. Seit 2023 spielt er für Columbus Crew in der US-amerikanischen Profiliga Major League Soccer und war dänischer Nachwuchsnationalspieler.

## Karriere

### Verein
Malte Amundsen wurde in Næstved geboren und wuchs auch dort auf. Er spielte während seiner Kindheit und Jugend bei Næstved BK und besuchte später die Vejle Idrætsefterskole, da er sich den Jugendmannschaften von Vejle BK anschließen sollte. Ein Wechsel kam aber nicht zustande und Amundsen wechselte im Jahr 2013 von Næstved BK zu HB Køge. Am 20. September 2015 gab er im Alter von 17 Jahren beim 2:0-Sieg im dänischen Pokal gegen AC Horsens sein Debüt für die erste Mannschaft in einem Pflichtspiel. In der Liga kam Malte Amundsen in der Saison 2015/16 zu zehn Einsätzen. In der Saison 2016/17 erkämpfte er sich einen Stammplatz als linker Außenverteidiger. Amundsen blieb noch in der Folge in der Hinrunde der Saison 2017/18 im Verein und wechselte dann ins Ausland.
Sein neuer Arbeitgeber wurde schließlich Rosenborg Trondheim. In Norwegen konnte er sich allerdings nicht durchsetzen und kam lediglich im Mesterfinale gegen Lillestrøm SK sowie zweimal im norwegischen Pokal zum Einsatz. Schließlich folgte Malte Amundsen in der Sommertransferperiode der Saison 2018/19 dem Lockruf seines Ex-Trainers Henrik Pedersen, den er aus seiner Zeit bei HB Køge kannte, und wechselte auf Leihbasis nach Deutschland zum Drittligisten und Zweitligaabsteiger Eintracht Braunschweig. Da die Zeit von Pedersen als Trainer der Niedersachsen nach zehn Spielen beendet war, endete seine eigene Zeit schon bald ebenfalls. In der Wintertransferperiode der Saison 2018/19 löste Amundsen einen Leihvertrag auf und verließ zugleich Rosenborg Trondheim endgültig.
Er kehrte nach Dänemark zurück und schloss sich Vejle BK an. Für den Klub kam Malte Amundsen regelmäßig zum Einsatz, konnte allerdings den Abstieg aus der Superligaen in die 1. Division nicht verhindern. Auch in der Zweitliga-Saison 2019/20 kam er regelmäßig zum Einsatz und stieg mit seinem Verein wieder in die Superligaen auf. Auch nach der Rückkehr in die höchste dänische Spielklasse war Amundsen für Vejle BK häufiger zum Einsatz gekommen und war sogar als linker Außenverteidiger erste Wahl.
Im Februar 2021 wechselte er in die USA in die Major League Soccer zu New York City FC. Am 25. April 2023 verpflichtete ihn Eastern Conference Konkurrent Columbus Crew.

### Nationalmannschaft
Amundsen absolvierte drei Partien für die dänische U18-Nationalmannschaften und acht für die U19. Zuletzt lief er für die U20-Auswahl auf.